# 삼성 블랙잭 II
삼성 블랙잭 II(Samsung Blackjack II, Samsung i617)은 삼성전자가 2008년에 출시한 스마트폰이다.

## 같이 보기
- 애니콜 울트라 메시징 II